# Cuinant
Cuinant és una pel·lícula del 2014 dirigida per Marc Fàbregas. Tracta sobre una parella d'enamorats joves que viu a un pis. Es va finançar parcialment amb micromecenatge. Guanyà el Premi del Públic al Festival Film&Cook 2014.

## Argument
Quan tens uns convidats que no són especialment desitjats, per sopar a casa teva, com afrontes aquesta situació amb la teva parella? Doncs això és el que li passa als protagonistes del film: Alex i Paula.
Mentre van decidint què prepararan i com ho cuinaran comencen a aflorar les passions i les confidències entre ambdós, brollant una situació que cap dels dos no s'esperen. El sopar es preveu com una prova de foc als sentiments d'ambdós, que hauran de veure com ho superen.

## Repartiment
- Chus Pereiro
- Miquel Sitjar